# Ілюзія Бога
«Ілюзія Бога» (англ. The God Delusion) — книжка еволюціоніста Річарда Докінза, британського науковця, популяризатора науки й атеїста.
Книга «Ілюзія Бога», в якій автор критикує основи релігії і намагається спростовувати аргументи прихильників божественного походження всього сущого, стала світовим бестселером.
Британський журнал «The Bookseller» склав рейтинг найбільш комерційно успішних британських книжок 2000-х років. «Ілюзія бога» опинилася на 5-му місці.

## Короткий зміст
За словами Докінза, його метою було донести до читача такі думки:
- Атеїсти можуть бути щасливими, врівноваженими, порядними, моральними та розумово повноцінними людьми.
- Природний добір і подібні наукові теорії пояснюють світ краще, показуючи його багатство і складність, ніж «гіпотеза бога», за якою світ був спроєктований найвищим розумом.
- Діти не мусять по народженні вважатися прихильниками релігії своїх батьків. Такі терміни, як «дитина-католик» або «дитина-мусульманин» не можна сприймати спокійно.
- Атеїсти не мають соромитися своїх переконань, оскільки атеїзм — це ознака здорового і незалежного розуму.

### Глибоко релігійний безбожник
Докінз зауважує, що ентузіазм, з яким він ставиться до науки, часто називають «релігійним». Благоговіння перед складністю природи він вважає основою «ейнштейнової релігії», оскільки Альберт Ейнштейн використовував слово «бог» як метафору для загадковості Всесвіту. Тим не менше, Докінз висловлює співчуття з приводу того, що численні науковці вживають слово «бог» в пантеїстичному і переносному значенні, бо це спантеличує читачів.
Але основну увагу він приділяє критиці віри в надприродного творця, «придатного до поклоніння». Докінз з повагою ставиться до «ейнштейнової релігії» і без усякої поваги — до звичайної релігії. Докінз пише, що сьогодні релігія незаслужено захищена від критики, та унаочнює свої погляди цитатою з Дугласа Адамса:

Релігія… несе в своєму серці ідеї, які ми називаємо священними або святими або якими завгодно. Це означає, що ця ідея або поняття, про які вам не можна говорити погано; просто не можна. Чому не можна? — та тому, що не можна. Якщо хто-небудь голосує за партію, яка вам не подобається, можете скільки завгодно це обговорювати, люди будуть сперечатися, але ніхто не образиться… Натомість, якщо хтось скаже «Я не можу торкатися вимикача по суботах», ви відповідаєте «Це я поважаю».
— Дуглас Адамс
Докінз наводить чимало прикладів привілейованого статусу релігії, наприклад — легкість отримання звільнення від військової служби з релігійних міркувань, використання евфемізмів для личкування релігійних війн, різні пільги для релігійних організацій (наприклад, звільнення від податків), терпимість до агресивних фундаменталістів в історії з карикатурами на Мухамеда.

### Гіпотеза бога
Докінз починає другу главу з опису Яхве:

Бог Старого Заповіту — можливо, найбільш неприємний персонаж у світовій літературі. Ревнивий і гордий цим, дріб'язковий, несправедливий, безжалісний властолюбець, мстивий, натхненник етнічних чисток, жінконенависник, гомофоб, расист, дітовбивця, що сіє чуму та смерть, садо-мазохіст, примхливий, злостивий хуліган.

На думку Докінза, гіпотеза бога («існує надлюдський, надприродний розум, який свідомо спроєктував та створив всесвіт і все в ньому, включаючи нас») — це наукова гіпотеза, і до неї слід ставитись із тим самим скептицизмом, що й до всякої гіпотези.
Докінз піддає критиці концепцію Стівена Джея Гулда про те, що наука не може досліджувати релігійні питання, оскільки наука та релігія мають сфери юрисдикції, які не перетинаються. Він стверджує, що пропозицію про існування бога можна сформулювати як наукову гіпотезу, піддавши її відповідній перевірці, а гіпотеза сфер, що не перетинаються, використовується тільки для захисту релігії від критики, оскільки навіть слабкі та спірні наукові докази своїх переконань віряни залюбки приймають. Таким чином Докінз критикує строгий агностицизм, з погляду якого не можна нічого сказати про ймовірність існування бога.
Далі Докінз говорить про популярний аргумент, що «ми не можемо спростувати існування бога».

## Переклади українською
Українською книга видана в 2018 році видавництвом «КСД»:
- Річард Докінз. Ілюзія Бога. Переклад з англійської: Тарас Цимбал. Харків: КСД, 2018. 432 стор. ISBN 978-617-12-5413-8

## Критика та дискусії
Книга одразу викликала бурхливі дебати як серед науковців, так і серед філософів. Чимало релігійних діячів та апологетів розкритикували книгу.
Схвальні рецензії на книгу опублікували нобелівський лауреат з фізіології або медицини Джеймс Вотсон, нобелівський лауреат з хімії Гаролд Крото, психолог і професор Гарвардського університету Стівен Пінкер тощо.
Натомість американський еволюційний біолог Аллен Орр у 2007 році висловив критичну позицію стосовно книги Докінза, оцінивши її як поверхневу та таку, що не використовує здобутки еволюційної біології у вивченні релігії, а є лише агітаційним памфлетом для переконання прибічників релігії
Майкл Р'юз, філософ-атеїст, професор Флоридського університету, член Королівського товариства Канади та Американської асоціації сприянню розвитку науки заявив: «На відміну від „нових атеїстів“ я вважаю необхідним вивчати сам предмет — і книга „Бог як ілюзія“ Докінза змушує мене соромитися того, що я теж атеїст. Докінз не переймається аналізом тих християнських аргументів, які так пихато висміює».
Алвін Плантінга, один із найвідоміших американських аналітичних філософів, лауреат Темплтонівської премії, порівняв книгу Докінза з «працею другокурсника, якщо ми тим самим не образимо більшість другокурсників».
Кілька богословів написали книги з розвінчуванням аргументів Докінза і показали, як він маніпулює та викривляє факти[джерело?]: «Атеїстичні марення» (англ. Atheist Dellusion, книга отримала британську премію ім. Майкла Ремсі) православного богослова Девіда Бентлі Гарта, професора Університету Нотр-Дам, «Докінз як ілюзія» (The Dawkins Delusion) та «Бог Докінза: гени, меми і сенс життя» (Dawkins' God: Genes, Memes, and the Meaning of Life) священника й професора Оксфордського університету і Кінгс-коледжу Алістера Макграта.